# Playboy Jazz Poll
Playboy Jazz Poll war ein US-amerikanischer Jazzpreis, der ab 1957 bis in die 1990er-Jahre vom Magazin Playboy verliehen wurde.

## Hintergrund
Das Playboy Magazin präsentierte unter der Herausgeberschaft von Hugh Hefner, einem Jazzfan, regelmäßig Beiträge über Jazz, so 1953 über die Dorsey Brüder. Sie veröffentlichten ab 1957 ein jährliches Playboy Jazz All Star Album und präsentierten Jazz in ihren Clubs (mit einem eigenen etablierten Jazz Circuit prominenter Jazzmusiker in den 1960er Jahren) und in den eigenen Fernsehshows von Playboy. Ein großer Erfolg war auch das Playboy Jazz Festival von 1959, das Hefner ab 1979 regelmäßig fortsetzte. Dort traten 1959 in Chicago u. a. das Count Basie Orchestra, Oscar Peterson, Ella Fitzgerald und das Coleman Hawkins Quartet (mit Eddie Higgins, Bob Cranshaw und Walter Perkins) auf.
Im Jahr 1957 schuf das Playboy-Magazin einen Jazzpreis, den Playboy Jazz Poll. Im ersten Jazz-Poll wurden nach Angaben von Playboy (Heft 2, 1957) rund 430.000 Stimmen gezählt. Es gewannen Stan Kenton (Leader, über doppelt so viel Stimmen wie der Zweitplatzierte Count Basie), Louis Armstrong (tr, gefolgt von Chet Baker und Dizzy Gillespie auf dem 3. Platz), J. J. Johnson (trb, vor Kai Winding), Ray Brown (b, knapp vor Oscar Pettiford), Lionel Hampton (vib, deutlich vor Milt Jackson, die Kategorie war verschiedene Instrumente), Paul Desmond (as, zweiter war Bud Shank), Gerry Mulligan (bar sax, vor Harry Carney), Dave Brubeck (p, deutlich vor Erroll Garner, und das Dave Brubeck Quartet, als Combo vor dem Modern Jazz Quartet), The Four Freshmen (Gesangsgruppe, vor The Hi-Lo’s), Frank Sinatra (Sänger, deutlich vor Nat King Cole), Stan Getz (ts, weit vor Charlie Ventura), Barney Kessel (git, vor Sal Salvador), Ella Fitzgerald (Sängerin, vor aber mit nicht allzu großem Abstand zu June Christy), Benny Goodman (cl, vor Buddy DeFranco), Shelly Manne (dr, vor Gene Krupa). Das Magazin veröffentlichte auch die genauen Stimmergebnisse. Die Musiker konnten aus einer großen Auswahl in einer Liste im Oktober-Heft 1956 angekreuzt werden. Nur Stimmen, die vor dem 15. November des Vorjahres eingegangen waren, wurden gezählt. Art Tatum und Tommy Dorsey starben während der Wahl, wurden aber mitgezählt. Für die Organisation verantwortlich war Norman Weiser, der vorher für Down Beat als Herausgeber gearbeitet hatte. Down Beat war auch das Vorbild der Playboy Jazz Polls. Das folgende All-Star-Konzert und Album wurde von Norman Granz organisiert.
Auf dem Album The Playboy Jazz All Stars veröffentlichte Playboy 1957 Musik der Gewinner in den verschiedenen Musikerkategorien des diesjährigen Jazz Polls des Magazins; dies waren u. a. Stan Kenton, Louis Armstrong, J. J. Johnson, Paul Desmond, Stan Getz, Gerry Mulligan, Benny Goodman, Dave Brubeck, Barney Kessel, Ray Brown, Shelly Manne, Lionel Hampton, Frank Sinatra und Ella Fitzgerald; die Liner Notes schrieb der Jazzkritiker Leonard Feather. Anfang 1959 erschien eine zweite derartige LP, The Playboy Jazz All-Stars, Vol. 2. Im Heft gab es regelmäßig eine Karikatur mit einer Gruppenabbildung der Playboy All Stars. Die All Star LP von 1957 war auch einer der Pionieraufnahmen des Jazz auf Stereo-LP. Der Konzern hatte auch ein eigenes Plattenlabel (Playboy Records) und gründete noch 2001 ein neues Sub-Label bei Concord Records (Playboy Jazz).
Zu den Gewinnern des Polls zählten Charlie Ventura (1957), Art Van Damme, Chet Atkins, Cal Tjader, Nancy Wilson, The Supremes (1967), Aretha Franklin (1961) Jimmy Smith (1969), in späteren Jahren auch Steve Grossman und Janis Siegel 1994. Es kam auch zu für Jazzpuristen irritierenden Verschiebungen bei der Auswahl von Preisträgern, als etwa Mitte der 60er das Playboy-Magazin die Nominierung von Peter, Paul and Mary, einem Folktrio, als beste Vokalgruppe (Best Vocal Group) durch die Leserschaft der Zeitschrift akzeptierte. 1967 siegten die The Supremes als beste Vokalgruppe. Schon ab 1967 verschwand deshalb das Jazz in Playboy All-Star Band. Ende der 1960er Jahre fanden sich mehrbach die Beatles bzw. einzelne Bandmitglieder der Beatles unter den Gewinnern oder Nominierten. Ab 1975 gab es nur noch Poll Winners in den Playboy-Seiten (keine Alle Star Band).
Gewinner waren zum Beispiel 1968 Oscar Peterson (Klavier, Instrumental-Combo), Buddy DeFranco (cl), Ella Fitzgerald (Sängerin), Dizzy Gillespie (tr), Wes Montgomery (g), J. J. Johnson (trb), Frank Sinatra (Sänger), Ray Brown (b), Buddy Rich (dr), Duke Ellington (Leader), Milt Jackson (vib), Gerry Mulligan (bar sax), The Four Freshmen (Gesangsgruppe), Stan Getz (ts), Cannonball Adderley (as). Gewinner für die besten Alben waren im Big-Band-Bereich Big Swing Face (Buddy Rich, Pacific Jazz), bei Small Combo S.R.O., Herb Alpert and the Tijuana Brass (A & M), und bei Gesang Sgt. Pepper’s Lonely Hearts Club Band (The Beatles, Capitol Records).
Außerdem gab es ab 1966 eine Playboy Jazz Hall of Fame, die ersten Mitglieder waren (bis 1968): Frank Sinatra, Louis Armstrong, Dave Brubeck, Duke Ellington, Ella Fitzgerald, Count Basie, John Coltrane, Benny Goodman, Ray Charles. Es wurden auch regelmäßig vergangene Poll-Gewinner nach ihrer Auswahl gefragt (All Star Reader’s Poll). Außerdem gab es jedes Jahr ein Sammelalbum mit Poll-Siegern (aber nicht notwendig die des jeweiligen Jahres und auch mit anderen Musikern).
Der Playboy Jazz Poll und die Auswahl seiner vorwiegend weißen Leserschaft wurde von dem für solche Vorwürfe notorisch bekannten Miles Davis in seiner Autobiographie als rassistisch bezeichnet, als er die Verleihung des Preises an den Rocksänger Sting und seine Band als Sieger in der Kategorie Beste Jazzband ansprach:
„Ist das nicht ein Hammer? Eine schwarze Gruppe, die, sagen wir, vom Fusionjazz zum Rock übergeht, würde diese Anerkennung nie bekommen“.
Miles Davis wurde mehrfach für Playboy interviewt, unter anderem im Heft September 1962, wo er ausführlich auf rassische Diskriminierung einging., im Lauf der 1960er Jahre erzürnte ihn aber nach eigenen Worten, dass keine schwarzen Frauen im Magazin als Playmates präsentiert wurden, weswegen er selbst zum Beispiel seine Freundin Cicely auf seinen Plattencovern präsentierte (und außerdem keine weiteren Playboy Poll Awards mehr akzeptierte).